# Чехлов, Валерий Иванович
Валерий Иванович Чехло́в (19 августа 1941, Сызрань — 15 октября 2006, Долгопрудный) — советский и российский математик и педагог. Специалист по функциональному и математическому анализу, преподавал на кафедре высшей математики Московского физико-технического института (МФТИ). Заслуженный преподаватель МФТИ (2004).

## Биография
Родился в Сызрани сразу после начала войны, окончил среднюю школу с золотой медалью. В 1964 году окончил математическую группу аэромеханического факультета (ныне факультет аэрофизики и космических исследований МФТИ. По окончании был принят в аспирантуру, а по её окончании — преподавателем на кафедру высшей математики МФТИ.
Как математик, Валерий Иванович внёс вклад в такие различные темы как теория смазки в подшипниках в теории твёрдого тела, теория гиперболических уравнений с разрывными граничными условиями, коэффициенты отражения лазера для вопросов онкологии, проблемами, связанными с последствиями ядерной войны, или «ядерной зимы», и т. д.
Большое количество его научных результатов, будучи чисто математическими, имели прямое использование в теоретической физике, что было связано с большим количеством друзей-теорфизиков, делившимися с ним нерешёнными задачами.
Огромный вклад Валерий Иванович внёс и в доинститутское образование, процесс подготовки ярких в области математики и трудолюбивых школьников старших классов к лучшим в СССР (а теперь республик бывшего Советского Союза) высшим учебным заведениям, таким как МФТИ, МГУ, МВТУ им. Баумана.
За свою многолетнюю работу по подготовке и привлечению студентов из Киева, куда он старался ездить каждый год, президентом Украинской академии наук Б. Е. Патоном в 2006 г. Валерий Иванович был удостоен медали «За подготовку научных кадров».
Широкую известность после 1980-х гг. имел и до сих пор имеет «Пособие по математике для поступающих в вузы», в которое он внёс огромный вклад. Оно претерпело много переизданий на многих языках, и, возможно, является одним из лучших учебников данной направленности.
Мало кто из студентов не знаком с многотомными изданиями «Краткий курс математического анализа» и «Сборник задач по математического анализу» в которые он тоже внёс существенный вклад.
Его учебник «Лекции по аналитической геометрии и линейной алгебре» тоже приобрёл большую популярность.

## Личная жизнь
Валерий Иванович Чехлов неоднократно участвовал и занимал призовые места в чемпионате МФТИ по шахматам, занимался гимнастикой, увлекался классической философией, логикой и историей, был активным участником ряда физтеховских образований, состоящих из персональных друзей конца 1960-х гг («хэмингуэйщина», экстремальные байдарочные походы, интеллектуальные квартирные встречи).
Это наложило значительный отпечаток на всю его дальнейшую жизнь, определило ряд друзей, установки принципов отношений между людьми, ответственности, порядочности и самостоятельности, которыми он пытался делиться и учить своих студентов в дальнейшем. Данные качества, помимо простого процесса передачи математических знаний, наиболее и ценили в нём его студенты.
Как преподавателя его знают и хорошо помнят много поколений студентов МФТИ, в частности, таких сильнейших факультетов, как факультет общей и прикладной физики (ФОПФ).

## Семья
Сын — Алексей Валерьевич Чехлов, выпускник факультета управления и прикладной математики МФТИ (1990), доктор философии в прикладной и вычислительной математике (1995, Принстонский университет). Преподаёт финансовую математику в Колумбийском университете в Нью-Йорке. Дочь — Мила Валерьевна Андреева, преподаёт музыку в Москве. У Валерия Ивановича четыре внука.